# Detección fenotípica
La detección fenotípica es un tipo de detección utilizado en la investigación biológica y el descubrimiento de fármacos para identificar sustancias como moléculas pequeñas, péptidos o ARNi que alteran el fenotipo de una célula o un organismo de una manera deseada.

## Contexto histórico
La detección fenotípica ha sido históricamente la base para el descubrimiento de nuevos fármacos. Los compuestos se examinan en modelos de enfermedad celular o animal, para identificar compuestos que causan un cambio deseable en el fenotipo. Solo después de que se hayan descubierto los compuestos, se realizan esfuerzos para determinar los objetivos biológicos o dianas de esos compuestos, un proceso conocido como deconvolución de dianas. Esta estrategia general se conoce como "farmacología clásica", "farmacología avanzada" o "descubrimiento fenotípico de fármacos" (PDD). 
Más recientemente se ha hecho popular para desarrollar una hipótesis de que un cierto objetivo biológico es modificador de la enfermedad y, a continuación screening de alto volumen de datos (High-throughput screening HTS), para compuestos que modulan la actividad de este objetivo purificado. Luego, estos compuestos se prueban en animales para ver si tienen el efecto deseado. Este enfoque se conoce como "farmacología inversa" o "descubrimiento de fármacos basado en el objetivo" (TDD). Sin embargo, un análisis estadístico reciente revela que un número desproporcionado de medicamentos de primera clase con nuevos mecanismos de acción provienen de la detección fenotípica que ha provocado un resurgimiento del interés en este método.

## Tipos

### In vitro
Las detecciones fenotípicas más simples emplean cultivos de líneas celulares (HeLa, Jurkat)y controlan un solo parámetro, como la muerte celular o la producción de una proteína en particular. También se usa a menudo la  detección de alto contenido (High-content screening), donde los cambios en la expresión de varias proteínas pueden monitorizarse simultáneamente.

### In vivo
En todos los enfoques basados en animales, la detección fenotípica se ejemplifica mejor cuando una sustancia se evalúa para un beneficio terapéutico potencial en muchos tipos diferentes de modelos animales que representan diferentes estados de enfermedad. La detección fenotípica en sistemas basados en animales utiliza organismos modelo para evaluar los efectos de un agente de prueba en sistemas biológicos completamente ensamblados. Los organismos de ejemplo utilizados para la detección de alto contenido incluyen la mosca de la fruta (Drosophila melanogaster), el pez cebra (Danio rerio) y los ratones (Mus musculus). En algunos casos, el término análisis fenotípico se usa para incluir los hallazgos fortuitos que ocurren en los entornos de los ensayos clínicos, particularmente cuando se descubren los efectos terapéuticos nuevos e imprevistos de un candidato terapéutico.
La detección en el organismo modelo ofrece la ventaja de interrogar a los agentes de prueba, o las alteraciones en los objetivos de interés, en el contexto de sistemas biológicos totalmente integrados y ensamblados, proporcionando información que de otro modo no podría obtenerse en sistemas celulares. Algunos han argumentado que los sistemas celulares no pueden modelar adecuadamente los procesos de enfermedades humanas que involucran muchos tipos de células diferentes en muchos sistemas de órganos diferentes y que este tipo de complejidad solo puede ser emulado en organismos modelo. La productividad del descubrimiento de fármacos mediante la selección fenotípica en organismos, incluidos los hallazgos fortuitos en la clínica, es consistente con esta noción.

## Uso en reposicionamiento de drogas
Los enfoques basados en animales para la selección fenotípica no son tan susceptibles de seleccionar bibliotecas que contienen miles de moléculas pequeñas. Por lo tanto, estos enfoques han encontrado más utilidad en la evaluación de medicamentos ya aprobados o candidatos a fármacos en etapa avanzada para el reposicionamiento de medicamentos.
Varias compañías, entre ellas Melior Discovery, Phylonix y Sosei se han especializado en el uso de pruebas de detección fenotípicas en modelos de enfermedades animales para la colocación de fármacos. Muchas otras compañías están involucradas en enfoques de investigación de detección fenotípica, incluidos Evotec, Dharmacon, ThermoScientific, Cellecta y Persomics . 

## Investigación colaborativa
La compañía farmacéutica Eli Lilly ha formalizado esfuerzos de colaboración con varias terceras partes con el objetivo de realizar un análisis fenotípico de moléculas pequeñas seleccionadas.

## Otras lecturas
- Moffat, JG; Rudolph, J; Bailey, D (August 2014). «Phenotypic screening in cancer drug discovery - past, present and future.». Nature Reviews. Drug Discovery 13 (8): 588-602. PMID 25033736. doi:10.1038/nrd4366.
- Mullard, A (December 2015). «The phenotypic screening pendulum swings.». Nature Reviews. Drug Discovery 14 (12): 807-9. PMID 26620403. doi:10.1038/nrd4783.

- Datos: Q7181398